# 青毛杨
青毛杨（学名：Populus shanxiensis）是杨柳科杨属的植物，为中国的特有植物。分布于中国大陆的山西省等地，生长于海拔1,600米的地区，多生于山谷向阳处，目前尚未由人工引种栽培。